# Canalul Panama
Canalul Panama (în spaniolă Canal de Panamá) este un canal important care traversează istmul Panama în America Centrală, legând oceanele Atlantic și Pacific. Construcția canalului a reprezentat unul dintre cele mai mari proiecte de inginerie întreprinse vreodată. A avut un impact enorm asupra navigației, deoarece navele nu mai trebuie să treacă pe drumul periculos prin Pasajul Drake și Capul Horn în punctul cel mai sudic al Americii de Sud. O navă care pleacă de la New York către San Francisco, dacă trece  prin canal, parcurge în total 9.500 km, mult sub distanța de 22.500 km pe care o presupunea ruta ocolitoare pe la Capul Horn (strâmtoarea Magellan).
Deși conceptul unui canal în Panama datează de la începutul secolului al XVI-lea, prima încercare de construcție a avut loc începând cu 1880 sub conducerea francezului Ferdinand de Lesseps. După ce această încercare a eșuat, lucrul a fost terminat în cele din urmă de Statele Unite, și canalul s-a deschis în 1914. Construcția canalului, de o lungime de 77 km, a fost presărată de probleme, cum ar fi bolile (în special malaria și febra galbenă) și enormele alunecări de teren. Se estimează că la construcția canalului au murit până la 27 500 de muncitori.

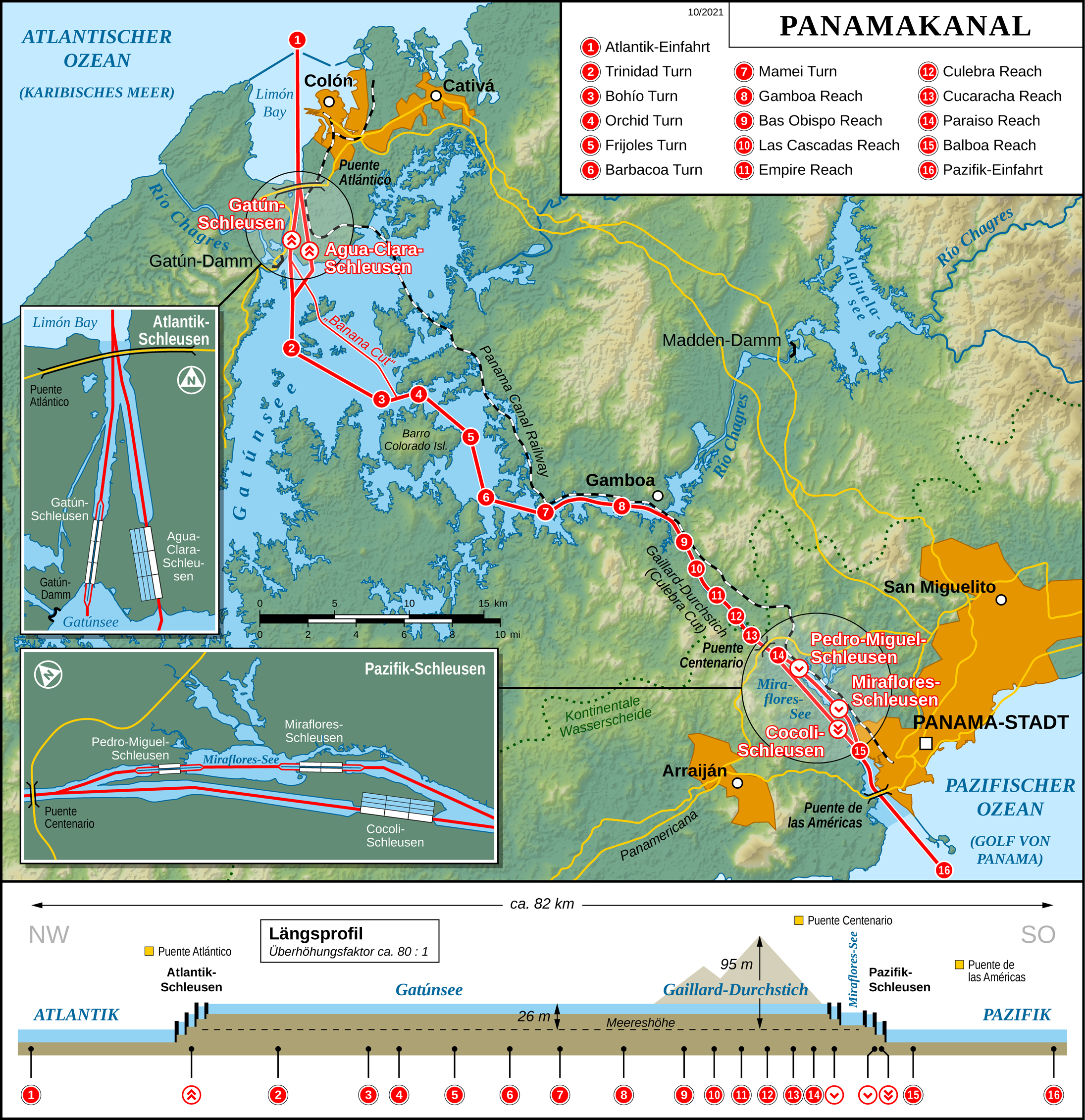
Istmul si Canalul Panama

De la deschidere, canalul a avut un succes enorm, și este în continuare un element indispensabil al navigației internaționale. În fiecare an prin canal trec mai mult de 14 000 de nave, transportând mai mult de 20378 milioane de tone de marfă.
Lacul artificial Gatún are o cotă cu 26 m mai ȋnaltă decât oceanele Atlantic și Pacific, fapt pentru care vasele care traversează istmul Panama trebuie la intrare ridicate prin ecluze cu 26 m, apoi la ieșire coborâte cu 26 m, tot prin ecluze. Intre oceanele Atlantic și Pacific există o diferență de nivel de numai 0,2 m.

## Descriere

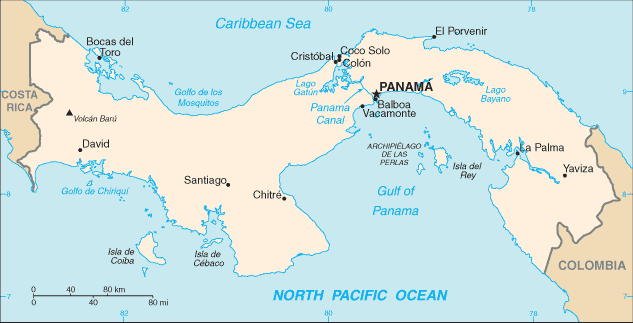
Canalul taie istmul Panama de la Oceanul Pacific în partea de sud-est la Oceanul Atlantic în partea de nord-vest.

Canalul Panama face legătura între Golful Panama din cadrul Oceanului Pacific cu Marea Caraibelor și Oceanul Atlantic. Din cauza formei de S a istmului Panama, canalul pleacă din sud-est, din capătul dinspre Pacific, către nord-vest, la capătul dinspre Atlantic; pentru a evita orice confuzie, autoritățile au clasificat tranzitul prin canal ca spre nord (din Pacific în Atlantic) și spre sud (din Atlantic în Pacific).
Prin canal pot trece vase, de la iahturi private mici până la nave comerciale destul de mari. Dimensiunea maximă a vaselor care pot folosi canalul este cunoscută sub numele de Panamax; tot mai multe nave moderne depășesc această limită, ele fiind cunoscute ca nave post-Panamax. O traversare obișnuită a canalului de o navă comercială ia în jur de nouă ore. 14 011 vase au trecut prin canal în 2005, cu o capacitate totală de 278,8 milioane tone, cu o medie de aproape 40 de vase pe zi.

### Plan
Canalul e format din două lacuri artificiale, câteva canale artificiale și trei seturi de ecluze. Un alt lac artificial, Lacul Alajuela, are rol de rezervor pentru canal. Dispunerea canalului, din punctul de vedere al unei nave care îl traversează din Pacific către Atlantic, este cum urmează:
Datorită geografiei locale, principala direcție de navigație este către nord-vest, însă direcția în general din Pacific către Atlantic este spre est.
- De la începutul intrării în canal, marcată cu balize, navele navighează 13,2 km pe canal, până la ecluzele Miraflores trecând pe sub Podul Americilor
- Sistemul de ecluze cu două trepte de la Miraflores, incluzând peretele de apropiere, are 1,7 km lungime, cu o diferență totală de altitudine de 16,5 m la jumătatea mareei.
- Lacul artificial Miraflores este următoarea etapă, de 1,7 km lungime, și aflat la 16,5 m deasupra nivelului mării
- Ecluza Pedro Miguel, cu o singură treaptă, are 1,4 km lungime, și ridică navele cu 9,5 m, până la nivelul principal al canalului.
- Tăietura Gaillard (Culebra) taie 12,6 km prin istm, la o altitudine de 26 m, și trece pe sub Podul Centenar.
- Râul Chagres (Río Chagres), un curs de apă natural, modificat prin construcția unui baraj al lacutului Gatún, curge către vest circa 8,5 km, vărsându-se în Lacul Gatun.
- Lacul Gatun, un lac artificial format prin costruirea Barajului Gatun, duce navele pe o distanță de 24,2 km
- Ecluzele Gatún, un set de ecluze în trei trepte, de 1,3456 km lungime, coboară navele înapoi la nivelul mării.
- Un canal de 3,2 kilometri lungime reprezintă secțiunea premergătoare a ecluzelor din partea atlantică
- Golful Limón (Bahía Limón), un port natural uriaș, reprezintă un loc de ancorare pentru unele nave aflate la intrarea în canal, și se întinde pe 8,7 kilometri până la Oceanul Atlantic.

Lungimea totală de la canalul de intrare în Pacific până la ieșirea în Atlantic este de 76,9 km. Cea mai mare diferență de maree înspre Oceanul Pacific este de la +3.35 metri până la -3.20 metri; prin urmare, înălțimea câștigată la Miraflores variază între 13,1 metri la flux și 19,7 la reflux. Diferența de maree pe partea atlantică nu depășește 60 tone . Nivelul normal al mării la capătul dinspre Pacific al canalului este în medie cu 20 cm mai înalt decât cel dinspre Atlantic.
Golful Limón, pe partea atlantică, este un loc de ancorare adăpostit, protejat de un dig; totuși, spațiul din interiorul golfului nu mai este adecvat pentru numărul și dimensiunea navelor care folosesc canalul, și multe nave așteaptă la ancoră în afara golfului. Locul de ancorare în partea pacifică este deschis, deși este protejat de topografia închisă a Golfului Panama.

### Ecluze
Cea mai impresionantă parte a canalului e dată de ecluzele sale. Secțiunile ecluzelor au o lățime de 33,53 metri și o lungime folosibilă de 304,8 metri. Adâncimea apei în ecluze este variabilă, însă cea mai mică adâncime este de 12,55 metri în partea sudică a ecluzelor Pedro Miguel. Aceste dimensiuni determină mărimea maximă a navelor care pot tranzita prin canal; această mărime este cunoscută sub numele de Panamax. Toate ecluzele din canal sunt perechi; există două seturi paralele de ecluze în fiecare loc, permițând în principiu trecerea a două nave în direcții opuse simultan. Navele mari, însă, nu pot traversa în siguranță pe la Tăietura Gaillard; în practică traficul naval se desfășoară alternativ, folosind fiecare "bandă" a ecluzelor într-o singură direcție la un moment dat.
Fiecare secțiune a ecluzei necesită 101 000 metri cubi de apă pentru a se umple; această apă intră cu ajutorul gravitației, printr-o rețea de conducte sub fiecare cameră a ecluzei. Navele sunt transportate prin ecluze de mici locomotive numite mulas (asini, numite astfel după animalele care înainte trăgeau barjele), mergând pe șine pe pereții ecluzelor; navele mai mici, cum ar fi iahturile private sau vaporașele, nu sunt transportate tot cu locomotivele, ci de remorchere.

### Lacurile Gatún și Alajuela
Lacul Gatún și râul Chagres, (Río Chagres), canalizat, sunt componente de bază ale canalului, transportând navele pe o distanță apreciabilă peste istm. Lacul are de semenea rol de rezervor, stocând apa pentru a permite funcționarea ecluzelor și în timpul sezonului secetos. Formarea lacului și adâncirea și lărgirea râului s-au făcut prin construcția Barajului Gatun pe râul Chagresr. Acest lucru a inundat valea împădurită inițială; aproape un secol mai târziu, cioturile vechilor arbori încă mai pot fi văzute ridicându-se din apă, constituind un pericol pentru navele care se îndepărtează de canalele marcate.
Există o mică "scurtătură" prin canal, numită "Tăietura Banana", care permite un drum ușor mai scurt; ea este folosită de navele aparținând canalului și de iahturi, precum și pentru a evita traficul naval greu. Mai multe insule se află în cadrul secțiunii Lacului Gatún din Canalul Panama, cum ar fi Insula Barro Colorado, unde se află cunoscutul Smithsonian Tropical Research Institute (STRI).
Volumul apei utilizată de navele care trec prin ecluze, împreună cu natura sezonieră a ploilor în Panama, face dificilă menținerea nivelului apei Lacului Gatún, în special în sezonul secetos. Din acest motiv, a fost construit un alt baraj, Barajul Madden, peste râul Chagres, deasupra Lacului Gatun. Acest baraj a creat Lacul Alajuela — numit și Lacul Madden — care asigură mai multă apă pentru canal.

### Puncte de traversare
Există mai multe puncte de traversare peste canal. La capătul dinspre sud (Pacific), se află Podul Americilor, un pod rutier important deschis în 1962; pentru mult timp, acesta a fost singurul punct de trecere a canalului. Înainte de construcția sa, erau folosite feriboturi pentru traversare. Către nord, la ecluzele Miraflores, există un pod rutier/feroviar culisant, deschis în 1942, însă nu poate prelua traficul decât atunci când nu circulă nicio navă, fiind astfel foarte rar folosit. În același punct, un mic pod rutier culisant este construit în structura ecluzelor Miraflores; acesta este de asemenea rar folosit.
Cel mai nou pod este Podul Centenar, care traversează Tăietura Gaillard la nord de ecluzele Pedro Miguel; acest pod rutier cu șase benzi a fost terminat în 2004, deși a fost deschis traficului abia în 2005. În sfârșit, un alt pod rutier culisant a fost construit în structura ecluzelor Gatún; acest pod este folosibil numai când ecluzele sunt închise și are o capacitate foarte redusă.
În afară de traversările deschise publicului, lucrătorii canalului pot traversa și pe porțile ecluzelor, atunci când sunt închise.

## Noul canal
După 6 ani de studii de fezabilitate, eficiență economică și impact asupra mediului, în septembrie 2007 au început lucrările la un nou canal, paralel cu cel vechi. Dacă vechiul canal permitea trecerea navelor care transportă maximum 5000 TEU, noul canal va permite nave cu capacitatea de 13.000-14.000 TEU, dublând astfel capacitatea totală de traversare a sistemului de canale Panama.